# 伊雷
伊雷（英語：James Yi Lui，1939年12月13日—1999年2月16日），原名伊柏麟，香港喜劇演員，是香港粵語長片年代的喜劇明星伊秋水之子，演員江華為其外甥。入行後改藝名「伊雷」。

## 生平
伊雷自7歲起與庶母同居於香港島，其生母陳清華（伊秋水第三任妻子）於美國西岸經營餐室兼經營珠寶生意。有一名較他小一歲的妹妹（1970年代末定居洛杉磯三藩市）。他早年在香港島薄扶林道59號的地窖成長，入讀灣仔摩理臣山官立小學，繼而就讀英皇書院，讀至中三便轉到其他中學完成中五課程。14歲，即1953年入讀中三期間，跟邵氏電影公司簽約當童星。與林鳳一同到新加坡拍攝電影三個月，即被邵氏以沒有表現為由提前解約，前後於八個月內跟邵氏合作了兩部電影。當年伊雷對演戲產生興趣，在另外一間天主教教會中學聖類斯中學修畢餘下兩年的高中年級未幾，到了新加坡發展，1960年代初回歸香港影圈。適逢父親生前不善儲蓄，因此演藝界人士在其身故不久參與電影《後窗》演出，以籌款助其伊氏一家度過難關。
因為是喜劇演員伊秋水的兒子，伊雷於1954年開始獲得機會參與電影演出，首部電影是《獨立橋之戀》。他起初只不過是邵氏粤语片組的臨時演員，生活較潦倒。不久獲曹達華提拔，正式獲得演出機會，在多部電影中扮演三教九流的小人物。較出名的作品有1959年《青春樂》。自出道以來，伊雷的演藝生涯並不順利。他離開邵氏電影公司成為自由演員時期，星運一直平平。直到1973年才在自編自演的喜劇《春滿丹麥》中第一次擔正主角。同年再自編自演另一部喜劇《阿福正傳》，終於走紅於香港及東南亞華語區，且接洽不少登台演出。此後片約不斷，於1974年與陳觀泰合資經營「大聖電影公司」，1975年再次獲邵氏一方的方逸華有意招手加入邵氏公司。1978年自組「大馬影業公司」。他曾有一年接拍逾廿部電影的紀錄。自導自演的作品計有《谷爆》（1978年）、《鲨鱼烧卖》（1982年）和《猛鬼山坟》（1989年）。而由他担任编剧，曾经编撰由他主演的《憨哥哥》（1977年）則由何藩執导。
在1970年代香港電視業黃金時期，伊雷曾在無綫和亞洲電視參與連續劇演出，也於1982年在《歡樂今宵》亮相演出搞笑短劇《似模似樣》。他比較突出的是1987年家庭倫理長劇《季節》飾演孻叔。1973年至1978年曾獲《華僑晚報》頒發「十大影劇明星金球獎」，成為六屆獎項得主。1978年獲無綫電視及佳藝電視招手計劃把他羅致旗下。1979年為一同合資經營珠寶公司的馬姓朋友的生意作擔保人，導致債務纏身。基於當時未有1984年立法的《1984年債務人(逮捕及監禁)條例》，所以伊雷須承受錢債監4個月，在獄中宣告破產，於1980年4月離開荔枝角羈留所。服刑期間與母親陳清華對薄公堂，被對方入稟法院追討40萬欠款。出獄後雖然一直交稅，卻仍欠下180萬元，被稅務局追交稅款。後來他在1981年獲意大利商人邀請到當地參演電影，1983年再次自組另一電影公司「奧妙影業」，1985年被亞洲電視高層陳灌明邀請參演《阿水先生》一劇。其後一年多花時間出外登台和接演電視台的無合約演出。1989年執導《猛鬼山墳》往後再沒有推出新作品，轉行經商。終在1999年2月16日，因為冠心病於沙田威爾斯親王醫院逝世，享年59歲。其靈位被安放於沙田寶福山，骨灰安葬於加拿大。

## 個人生活
伊雷曾經有數段戀情，曾到談婚論嫁的階段，有一個兒子。他在1974年參演電影《烏龍教一》時被毒蛇咬傷，一度進入危險期昏迷入院。其同父異母的妹妹伊坤兒於1970年代以「李坤儀」之名當歌手。伊雷就讀天主教中學時為了時髦而一度成為天主教徒，其後於一次跪拜家中觀音時，聽到觀音跟他說會保祐他，並且看到觀音語畢合上嘴巴的神態，自此開始信奉觀音。
1980年，伊雷正在服錢債監的數月間，五名男子一度到港督府遞交請願書，希望港督可以輕判他。

## 演出作品
*以下列表只記錄伊雷演出過的影視作品，若有遺漏，請協助補充相關資料。

### 電視劇
| 首播   | 名稱       | 角色   | 備註                 |
| 1984年 | 傻豹游龍   |        | 馬來西亞             |
| 1985年 | 阿水先生   | 夏三水 | 亞洲電視             |
| 1986年 | 城市故事   | 程先生 | 無綫電視             |
| 1987年 | 季節       | 譚鎮東 | 無綫電視             |
| 1988年 | 衰鬼迫人   | 紀英俊 | 無綫電視             |
| 1988年 | 七情十三篇 | 陳幹   | 單元《牢》、無綫電視 |

### 參與節目
麗的電視
- 1975年：阿福賀新年（電影宣傳特輯）[41]
- 1975年：百花齊放（〈想當年〉訪問環節）[42]
- 1982年：著燈開飯睇電視[43]

無綫電視
- 1974年：芳芳眼中的銀幕前後
- 1977年：點止咁簡單（於〈點止孤寒咁簡單〉及〈點止太子咁簡單〉環節中分別飾演吝嗇者及太子爺）[44]
- 1978年：Bang Bang 咁嘅聲（共3集）[45]
- 1980年：歡樂今宵[46]
- 1981年：歡樂今宵[47]

### 電影
- 1954年：獨立橋之戀
- 1958年：重重圍困
- 1958年：玉女驚魂
- 1959年：青春樂
- 1959年：過埠新娘
- 1964年：十三號情報員 飾 湯兆堒
- 1964年：海角驚魂 飾 李成
- 1965年：神劍魔簫（下集）
- 1965年：神劍魔簫（上集） 飾 郝天豹
- 1966年：勇特務智破女間諜
- 1966年：勇特務犬戰神秘黨
- 1966年：警網擒凶 飾 李來
- 1967年：那個少女不多情 飾 東尼
- 1968年：霧美人 飾 勤哥
- 1968年：浪子佳人 飾 高亨利
- 1968年：黐線世界 飾 夏利、經紀王
- 1968年：瘋狂尋金記 飾 連大飛
- 1968年：青春歌后 飾 莫慶佳
- 1969年：飛男飛女 飾 唐煌
- 1969年：成家立室
- 1969年：失去母愛的人 飾 嚴大飛
- 1969年：七彩紅男綠女
- 1969年：追求妙遇 飾 麥青
- 1969年：雙槍沙膽標
- 1969年：飛女正傳 飾 阿添
- 1969年：香噴噴小姐 飾 占美余
- 1969年：合歡歌舞慶華年 飾 湯尼
- 1970年：蕩婦 飾 范世海
- 1970年：黑珍珠
- 1970年：金色的夏娃
- 1970年：新馬仔瘋狂尋金記
- 1971年：模特兒之戀
- 1971年：巴士站
- 1971年：鈔票與我
- 1971年：浪子與修女
- 1972年：黑名單 飾 何司理
- 1972年：偷歡陷阱
- 1972年：血愛
- 1972年：辣手強徒
- 1972年：火戀
- 1972年：凶手一二三 飾 凌風
- 1972年：酒色財氣 飾 林松國
- 1973年：亡命浪子
- 1973年：春滿丹麥
- 1973年：搖錢樹
- 1973年：愛慾奇譚
- 1973年：蕩寇三狼
- 1973年：應召女郎 飾 狄郎
- 1973年：大除害
- 1973年：血酒後街
- 1973年：三美挑情
- 1973年：香港夜譚
- 1974年：烏龍教一
- 1974年：空中少爺 飾 陳大衛
- 1974年：野種
- 1974年：阿福正傳 飾 阿福
- 1974年：早婚
- 1974年：大鄉里
- 1974年：野種
- 1975年：十三號凶宅 飾 快刀四
- 1975年：千奇百怪俏女傭
- 1975年：社女 飾 伊雷
- 1975年：綠帽唔怕戴
- 1975年：蠱惑女光棍才 飾 阿雷
- 1976年：大懵成 飾 大懵成
- 1976年：賣身
- 1976年：大鄉里與掃街添
- 1977年：戇哥哥
- 1977年：狐蝠 飾 張先生
- 1977年：出冊 飾 傻仔監犯
- 1977年：烏龍Q王 飾 陳占美
- 1977年：流氓皇帝
- 1978年：谷爆 飾 阿芝
- 1978年：林亞珍 飾 丁少爺
- 1978年：茄哩啡
- 1978年：想愛不敢愛 飾 大衛
- 1979年：鬼咁過癮 飾 阿超
- 1979年：油脂曱甴
- 1979年：林亞珍老虎魚蝦蟹 飾 大把貨
- 1980年：邪鬥邪 飾 余腩
- 1980年：陳福與土佬 飾 陳有福
- 1981年：交叉零蛋
- 1981年：錢搵錢 飾 雷圖海
- 1981年：公子嬌 飾 公子嬌
- 1982年：拍拖更 飾 卜隊長
- 1982年：鯊魚燒賣 飾 差D
- 1983年：風水二十年
- 1983年：星際鈍胎 飾 伊電
- 1983年：害時出世
- 1984年：我愛神仙遮 飾 林國仁
- 1987年：江湖龍虎鬥 飾 Richard雷
- 1988年：霸王女福星
- 1988年：烏龍賊替身
- 1988年：猛鬼學堂 飾 羅密歐
- 1989年：猛鬼山墳
- 1989年：沉底鱷

## 執導作品
- 1978年：谷爆
- 1982年：鯊魚燒賣
- 1989年：猛鬼山墳

## 其他幕後作品
編劇
- 1977年：戇哥哥

監製
- 1976年：大懵成
- 1978年：谷爆

策劃
- 1977年：流氓皇帝

## 外部連結
- 伊雷在互联网电影资料库（IMDb）上的資料（英文）
- 伊雷在香港影庫上的簡介
- 伊雷在豆瓣上的资料（简体中文）
- 伊雷去世經過 江華親送伊雷最後一程（页面存档备份，存于）